# Heat and Dust
Heat and Dust (1975) é um romance de Ruth Prawer Jhabvala que ganhou o Booker Prize em 1975.

## Filme
O livro foi adaptado para o cinema em 1983, sob a direção de James Ivory.